# Sara Riggare
Sara Viktoria Södergren Riggare, född 19 februari 1971 i Solna, är en svensk civilingenjör i kemi, doktor i medicinsk vetenskap samt forskare vid Uppsala universitet.  

## Biografi
Riggare lever sedan nästan 40 år med Parkinsons sjukdom. Hon hade symtom redan i tonåren, men fick rätt diagnos först 2003 när hon var 32 år gammal.
År 2015 placerade tidskriften Medtech Magazine henne på förstaplatsen på sin maktlista. Tidskriften Life Science Sweden utsåg henne 2016 till Årets resurs inom life science.
Riggare har bedrivit forskning vid Karolinska institutet och har myntat begreppet spetspatient som beskriver en patient (eller närstående) som kan mycket om sin sjukdom. Hon är initiativtagare till grundandet av ett kompetenscenter för spetspatienter. Hennes vetenskapliga artiklar har (2025) enligt Google Scholar drygt 1000 citeringar och ett h-index på 20.
I september 2018 avslog Disputationskommittén vid Karolinska Institutet hennes disputationsansökan. Sedan februari 2020 är hon vid Uppsala Universitet där hon bland annat forskar om hur personer med Parkinsons sjukdom kan använda sig av digitala verktyg och egenmätningar för att förbättra sin hälsa. I början av 2022 publicerades hennes doktorsavhandling med titeln "Personal science in Parkinson's disease. A patient-led research study" vid Radboud University i Nederländerna. 
Riggare har flera år i rad funnits med på tidskriften Dagens Medicins maktlista, som högst år 2019 på 22:a plats. Tidningen Fokus utsåg henne i januari 2019 till föregående års "Årets medicinsvensk", en underkategori inom utmärkelsen Årets svensk.